# División de Honor 1996-1997 (calcio a 5)
La División de Honor 1996-1997 è stata l'8ª edizione del massimo torneo di calcio a 5 spagnolo. Organizzata dalla Liga Nacional de Fútbol Sala, la stagione regolare è iniziata il 14 settembre 1996 e si è conclusa il 13 maggio 1997, prolungandosi fino al 21 giugno con la disputa dei play-off.

## Stagione regolare

### Classifica
|  | Pos. | Squadra             | Pt | G  | V  | N | P  | GF  | GS  | DR  |
|  | ---- | ------------------- | -- | -- | -- | - | -- | --- | --- | --- |
|  | 1.   | Playas de Castellón | 75 | 30 | 24 | 3 | 3  | 152 | 73  | +79 |
|  | 2.   | CLM Talavera        | 65 | 30 | 21 | 2 | 7  | 151 | 96  | +55 |
|  | 3.   | Maspalomas          | 60 | 30 | 18 | 6 | 6  | 145 | 93  | +52 |
|  | 4.   | ElPozo Murcia       | 60 | 30 | 19 | 3 | 8  | 150 | 109 | +41 |
|  | 5.   | Industrias García   | 52 | 30 | 15 | 7 | 8  | 158 | 131 | +27 |
|  | 6.   | Barcellona          | 49 | 30 | 15 | 4 | 11 | 120 | 125 | -5  |
|  | 7.   | Interviú            | 46 | 30 | 14 | 4 | 12 | 115 | 109 | +6  |
|  | 8.   | Ourense             | 46 | 30 | 14 | 4 | 12 | 103 | 113 | -10 |
|  | 9.   | Segovia             | 36 | 30 | 11 | 3 | 16 | 117 | 128 | -11 |
|  | 10.  | Jerez               | 34 | 30 | 9  | 7 | 14 | 92  | 96  | -4  |
|  | 11.  | Astorga             | 33 | 30 | 10 | 3 | 17 | 128 | 147 | -19 |
|  | 12.  | Valencia            | 29 | 30 | 8  | 5 | 17 | 115 | 146 | -31 |
|  | 13.  | Sego Zaragoza       | 29 | 30 | 8  | 5 | 17 | 89  | 137 | -48 |
|  | 14.  | Rías Baixas         | 24 | 30 | 6  | 6 | 18 | 59  | 102 | -43 |
|  | 15.  | Sol Fuerza          | 23 | 30 | 6  | 5 | 19 | 124 | 162 | -38 |
|  | 16.  | Universidad Europea | 22 | 30 | 5  | 7 | 18 | 103 | 154 | -51 |

### Verdetti
- CLM Talavera campione di Spagna 1996-97.
- Universidad Europea retrocessa in División de Plata 1997-98.

## Play-off
I play-off valevoli per il titolo nazionale si sono svolti tra il 17 maggio e il 21 giugno 1997. Il regolamento prevede che i quarti di finale e le semifinali si giochino al meglio delle tre gare mentre la finale, per la prima volta, al meglio delle cinque.

### Tabellone
|  | Quarti di finale | Quarti di finale    | Quarti di finale    | Quarti di finale | Quarti di finale |   |          | Semifinali    | Semifinali | Semifinali | Semifinali | Semifinali |  |  | Finale | Finale              | Finale | Finale | Finale | Finale | Finale |
|  |                  |                     |                     |                  |                  |   |          |               |            |            |            |            |  |  |        |                     |        |        |        |        |        |
|  | 5                | Industrias García   | 4                   | 1                | 4                |   |          |               |            |            |            |            |  |  |        |                     |        |        |        |        |        |
|  | 4                | ElPozo Murcia       | 3                   | 9                | 8                |   |          |               |            |            |            |            |  |  |        |                     |        |        |        |        |        |
|  | 4                | ElPozo Murcia       | 3                   | 9                | 8                |   | 4        | ElPozo Murcia | 9          | 4          | –          |            |  |  |        |                     |        |        |        |        |        |
|  |                  |                     |                     |                  |                  |   | 4        | ElPozo Murcia | 9          | 4          | –          |            |  |  |        |                     |        |        |        |        |        |
|  |                  | 1                   | Playas de Castellón | 10               | 7                | – |          |               |            |            |            |            |  |  |        |                     |        |        |        |        |        |
|  | 8                | 1                   | Playas de Castellón | 10               | 7                | – | Ourense  | 1             | 1          | –          |            |            |  |  |        |                     |        |        |        |        |        |
|  | 8                |                     |                     |                  |                  |   | Ourense  | 1             | 1          | –          |            |            |  |  |        |                     |        |        |        |        |        |
|  | 1                | Playas de Castellón | 9                   | 1                | –                |   |          |               |            |            |            |            |  |  |        |                     |        |        |        |        |        |
|  |                  |                     |                     |                  |                  |   |          |               |            |            |            |            |  |  | 1      | Playas de Castellón | 1      | 5      | 1      | –      | –      |
|  |                  |                     | 2                   | CLM Talavera     | 2                | 7 | 3        | –             | –          |            |            |            |  |  |        |                     |        |        |        |        |        |
|  | 6                | Barcellona          | 5                   | 4                | 6                |   |          |               |            |            |            |            |  |  |        |                     |        |        |        |        |        |
|  | 3                | Maspalomas          | 0                   | 5                | 9                |   |          |               |            |            |            |            |  |  |        |                     |        |        |        |        |        |
|  | 3                | Maspalomas          | 0                   | 5                | 9                |   | 3        | Maspalomas    | 5          | 2          | –          |            |  |  |        |                     |        |        |        |        |        |
|  |                  |                     |                     |                  |                  |   | 3        | Maspalomas    | 5          | 2          | –          |            |  |  |        |                     |        |        |        |        |        |
|  |                  | 2                   | CLM Talavera        | 8                | 6                | – |          |               |            |            |            |            |  |  |        |                     |        |        |        |        |        |
|  | 7                | 2                   | CLM Talavera        | 8                | 6                | – | Interviú | 6             | 1          | 2          |            |            |  |  |        |                     |        |        |        |        |        |
|  | 7                |                     |                     |                  |                  |   | Interviú | 6             | 1          | 2          |            |            |  |  |        |                     |        |        |        |        |        |
|  | 2                | CLM Talavera        | 1                   | 5                | 4                |   |          |               |            |            |            |            |  |  |        |                     |        |        |        |        |        |

### Quarti di finale

#### Gara 1
| Arbitri: | Ramón Blanco Marcelino Blázquez |

|                                                            |           |            |
| J. García 4’ Limones 9’ (rig.), 23’ Serrejón 17’, 26’, 39’ | Marcatori | 38’ Riquer |

| Arbitri: | Diego Pesquera Gregorio de Blas |

|                                               |           |  |
| A. Linares 5’, 9’, 39’ A. Silva 5’ Alesio 39’ | Marcatori |  |

| Arbitri: | José Murillo Agustín Lucena |

|                                                  |           |                                   |
| Mora 8’ Ja. Rodríguez 24’ Marcelo 33’ Vilela 36’ | Marcatori | 8’ Pato 37’ Schatzmann 38’ Míchel |

| Arbitri: | Santiago Castell Francisco Martín Peña |

|               |           |                                                                                           |
| Brocanelo 19’ | Marcatori | 1’, 28’, 31’ Ferreira 17’ Sorato 19’, 35’ Ja. Sánchez 30’ Duda 30’ F. Torres 34’ Vicentín |

#### Gara 2
| Arbitri: | Juan Carlos Bolívar Rubira Antón |

|                                       |           |                                           |
| Espinosa 1’, 10’, 14’, 18’ Martín 38’ | Marcatori | 24’ A. Linares 30’, 39’ A. Silva 31’ Dani |

| Arbitri: | Manuel Cueto Javier Cruz |

|               |           |             |
| F. Torres 15’ | Marcatori | 9’ L. Gómez |

| Arbitri: | Vicente Soro Vicente Comes |

|                                                         |           |             |
| Marín 11’ Á. Vidal 18’ J. Linares 25’, 26’ Pedrinho 29’ | Marcatori | 31’ Limones |

| Arbitri: | Javier Forero Pedro Galán |

|                                                                                                |           |           |
| Paulo Roberto 2’ Schatzmann 15’, 19’, 20’ Lins 18’ Ordóñez 24’ Cava 31’ Barberá 36’ Míchel 39’ | Marcatori | 5’ Vilela |

#### Gara 3
| Maspalomas 25 maggio 1997, ore 13:00 WEST | Maspalomas | 9 – 6 referto | Barcellona | Pabellon Municipal de El Tablero |

| Talavera de la Reina 25 maggio 1997, ore 13:00 CEST | CLM Talavera | 4 – 2 referto | Interviú | Pabellón Primero de Mayo |

| Murcia 25 maggio 1997, ore 18:30 CEST | ElPozo Murcia | 8 – 4 referto | Industrias García | Palacio de Deportes |

### Semifinali

#### Gara 1
| Maspalomas 31 maggio 1997, ore 18:00 WEST | Maspalomas | 5 – 8 (0-4) referto | CLM Talavera | Pabellon Municipal de El Tablero |

| Murcia 31 maggio 1997, ore 18:00 CEST | ElPozo Murcia | 9 – 10 (4-3) referto | Playas de Castellón | Palacio de Deportes |

#### Gara 2
| Castellón de la Plana 6 giugno 1997, ore --:-- CEST | Playas de Castellón | 7 – 4 (4-1) referto | ElPozo Murcia | Pabellón Ciutat de Castelló |

| Arbitri: | Agustín Lucena José Murillo |

|                                                          |           |                            |
| Lorente 2’ J. Linares 4’, 8’, 32’ Pedrinho 31’ Marín 33’ | Marcatori | 17’ Espinosa 37’ E. García |

### Finale

#### Gara 1
| Arbitri: | José Murillo Agustín Lucena |

|            |           |                              |
| Sorato 17’ | Marcatori | 16’ Francis 42’ (gg) Lorente |

#### Gara 2
| Arbitri: | Salvador Vadillo Juan Molins |

|                                                          |           |                                                                            |
| Ja. Sánchez 1’, 36’ Sorato 4’ F. Torres 14’ Ferreira 37’ | Marcatori | 5’ Lorente 15’, 37’ J. Linares 24’ Marín 31’ Riquer 33’ Alemão 38’ Herrero |

#### Gara 3
| Arbitri: | Manuel Cueto Javier Cruz |

|                              |           |                 |
| Marín 9’ J. Linares 22’, 39’ | Marcatori | 24’ Ja. Sánchez |